# 海濱公園站
海濱公園站（日语：／ Marine Park eki */?）是位於兵庫縣神戶市東灘區向洋町中，屬於神戶新交通六甲人工島線的鐵路車站。本站為六甲人工島線的終點站。車站編號為R06。

## 歷史
- 1990年（平成2年）2月21日 - 隨著六甲人工島線開業，本站同時開業[1]。
- 1995年（平成7年）
  - 1月17日 - 由於阪神大地震的影響，全線停止運行。
  - 5月12日 - 島北口 - 本站間復駛。
  - 8月23日 - 全線復駛。

## 車站構造
島式月台1面2線的高架車站。1號月台只有在平日早上通勤時刻時才會使用，平時都從2號月台發車。
本站可供夜間停泊。

## 車站周邊
- 神戶市立六甲島高等學校[1]
- 神戶國際大學[1]
- 甲南大學綜合體育館
- 高羽六甲島小學校
- 海上公園
- 加拿大國際學校
- 六甲島檢車場[1]

## 相鄰車站
神戶新交通
六甲人工島線
島中央（R05）－海濱公園（R06）

## 外部連結
- 海濱公園站 （页面存档备份，存于） - 神戶新交通